# ۱۶۷۵ (میلادی)

## رویدادها
- کشف شکاف کاسینی در حلقه سیاره کیوان توسط اخترشناس ایتالیایی، دومینیکو کاسینی.

## زادروزها
- ۱۶ ژانویه – لوئی دو رووروی، دوک سن‌سیمون، نویسنده فرانسوی (د. ۱۷۵۵)

## درگذشت‌ها
- ۱۵ دسامبر، یوهانس ورمر، نقاش هلندی طبقه بورژوا، خالق آثاری چون دختری با گوشواره مروارید، نمایی از دِلف، دختری با فلوت و ...، از پایه گذاران دوران طلایی هنر هلند در قرن هفدهم میلادی.

- ۲۷ اکتبر – ژیل دو روبروال، ریاضی‌دان و فیلسوف فرانسوی (ز. ۱۶۰۲)